# Portulaca lutea
Portulaca lutea je vrsta portulaka koja je autohtona na svim glavnim otocima Havaja osim Kauaija i rasprostranjena je po cijelom Tihom oceanu.

## Ekologija
Portulaca lutea je vrlo slična Sesuvium portulacastrum, to je pantropski sukulent koji se širi morskim putem i koji se može širiti, pa čak i putovati kao vegetativni fragmenti koji su tolerantni na slanu vodu i lako se ukorijenjuju pri nasukavanju na kopno. Raste na raznim tlima, uključujući lavu, koralje i pješčane dine, u obalnim područjima od razine mora do 390 metara nadmorske visine.

## Izgled
Listovi su ovalni do okrugli i dugi do 24 mm. Na krajevima stabljika nalaze se jedan do tri žuta cvijeta. Razlikuje se od Portulaca oleracea po sivoj kori na starim dijelovima i velikim cvjetovima s laticama dugim 12 mm, i jajolikim plodom s klobukom koji se odvaja i oslobađa brojne sitne crne sjemenke.